# Ёсино, Акира
Акира Ёсино (яп. 吉野 彰 Ёсино Акира, род. 30 января 1948 года, Осака, Япония) — японский учёный-химик, один из создателей литий-ионных аккумуляторов. Лауреат Нобелевской премии по химии 2019 года совместно с Джоном Гуденафом и Стэнли Уиттингемом. Член Японской академии наук (2020).

## Биография
- В 1972 году окончил Киотский университет.
- В 1972—1994 годах и с 2003 года работает в Asahi Kasei.
- В 1985 году изготовил прототип литий-ионного аккумулятора и запатентовал его.
- В 1994—2003 годах работал в A&T Battery Corp.
- В 2005 году защитил диссертацию доктора философии в Осакском университете.[4][5]

## Награды
- 2004 — Медаль Почёта с пурпурной лентой
- 2011 — Премия Тэйити Ямадзаки[англ.]
- 2011 — C&C Prize
- 2012 — Медаль IEEE за экологические и безопасные технологии[англ.]
- 2013 — Глобальная энергия
- 2014 — Премия Чарльза Старка Дрейпера
- 2018 — Премия Японии
- 2019 — European Inventor Award
- 2019 — Нобелевская премия по химии